# Antiga Escola Municipal d'Arts i Oficis
L'Antiga Escola Municipal d'Arts i Oficis és un edifici situat al carrer de Rogent, 51 al barri del Camp de l'Arpa de Barcelona, catalogat com a bé cultural d'interès local. Actualment allotja l'Institut Caterina Albert, anomenat fins al 2020 Juan Manuel Zafra.

## Història
Fou projectat el 1911 pels arquitectes Pere Falqués i Urpí i Antoni de Falguera i Sivilla en substitució d'una anterior del 1891 emplaçada a l'antiga Casa de la Vila, atorgada al poble a petició d'un grup d'obreres que volien escola nocturna i que, amb caràcter provisional, fou així concedida.

## Descripció
L'edifici està realitzat totalment de maó vermell amb ornaments de ceràmica de color verd. Format per cinc cossos. La façana central té la coberta a dues vessants. Els cossos que fan costat a la façana principal també són decorats, però tenen els teulats de forma castellera, amb suposats merlets, i els cossos dels extrems són coberts per arcs. Totes les façanes tenen finestrals de punt rodó i apuntat. Tota una sèrie de filigranes formen un conjunt d'estil modernista.